# Chino de Ningbo
El dialecto de Ningbo (en chino, 宁波话, ɲìɲ.pɐ́u.ɛ́.ó~ɲìɲ.póʔ.ɛ́.ó) o Yong-Jiang es un dialecto del chino wu que se habla en las prefecturas de Ningbo (Gnin²poq⁷ⓘ) y Zhoushan, provincia de Zhejiang.

## Inteligibilidad
Los nativos del dialecto de Ningbo suelen entender el shanghainés, otro dialecto wu. Sin embargo, los hablantes de shanghainés no siempre entienden bien el dialecto de Ningbo. No es mutuamente inteligible con el chino mandarín ni con ninguna otra subdivisión de las lenguas chinas. El dialecto de Ningbo también recibe los nombres de Yongjiang o de Mingzhou (ya que ambos términos son sinónimos) y está estrechamente relacionado con los dialectos taihu de Zhoushan. En cuanto a la inter-inteligibilidad entre los dialectos del subgrupo Yong-Jiang, se pueden describir más exactamente como "acentos" (腔, qiāng), ya que estos dialectos son relativamente uniformes y casi idénticos entre sí, aparte de las diferencias de pronunciación y algunas diferencias léxicas menores.

## Fonología

### Iniciales
|           |          | Labial | Dental/Alveolar | Alveolo-Palatal | Velar | Glotal |
| --------- | -------- | ------ | --------------- | --------------- | ----- | ------ |
| Nasal     | Nasal    | m      | n               | ɲ               | ŋ     |        |
| Oclusiva  | tenue    | p      | t               |                 | k     | ʔ      |
| Oclusiva  | aspirada | pʰ     | tʰ              |                 | kʰ    |        |
| Oclusiva  | sonora   | b      | d               |                 | ɡ     |        |
| Africada  | tenue    |        | ts              | tɕ              |       |        |
| Africada  | aspirada |        | tsʰ             | tɕʰ             |       |        |
| Africada  | sonora   |        | dz              | dʑ              |       |        |
| Fricativa | sorda    | f      | s               | ɕ               |       | h      |
| Fricativa | sonora   | v      | z               | ʑ               |       | ɦ      |
| Lateral   | Lateral  |        | l               |                 |       |        |

### Finales
|               | Anterior     | Anterior     | Central      | Posterior    |
| No redondeada | Redondeada   |              | Central      | Posterior    |
| ------------- | ------------ | ------------ | ------------ | ------------ |
| Cerrada       | /i/          | /y, ʏ/       |              | /u/          |
| Semicerrada   | /e/          | /ø/          |              | /o/          |
| Semiabierta   | /ɛ/          |              | /ə/          | /ɔ/          |
| Abierta       |              |              | /a/          |              |
| Diptongo      | /ɐi, ɐu, œʏ/ | /ɐi, ɐu, œʏ/ | /ɐi, ɐu, œʏ/ | /ɐi, ɐu, œʏ/ |

|        |       | Abierta | Abierta | Abierta | Nasal | Nasal | Nasal | Oclusiva glotal | Oclusiva glotal | Oclusiva glotal |
| Medio  | Medio | ∅       | j       | w       | ∅     | j     | w     | ∅               | j               | w               |
| ------ | ----- | ------- | ------- | ------- | ----- | ----- | ----- | --------------- | --------------- | --------------- |
| Núcleo | i     | i       |         |         | iɲ    |       |       | jeʔ             |                 |                 |
| Núcleo | y     | y       |         |         | yɲ    |       |       | ɥøʔ             |                 |                 |
| Núcleo | ʏ     | ʏ       |         |         |       |       |       |                 |                 |                 |
| Núcleo | u     | u       |         |         |       |       |       |                 |                 |                 |
| Núcleo | e     | e       |         |         |       |       |       |                 |                 |                 |
| Núcleo | ø     | ø       |         |         |       |       |       |                 |                 |                 |
| Núcleo | o     | o       |         |         | oŋ    | joŋ   |       | oʔ              | joʔ             |                 |
| Núcleo | ɛ     | ɛ       |         | wɛ      |       |       |       |                 |                 |                 |
| Núcleo | ə     |         |         |         | ən    |       | wən   |                 |                 |                 |
| Núcleo | ɔ     | ɔ       | jɔ      |         | ɔ̃     | jɔ̃    | wɔ̃    |                 |                 |                 |
| Núcleo | a     | a       | ja      | wa      | ã     | jã    | wã    | aʔ              |                 | waʔ             |
| Núcleo | ɐi    | ɐi      |         | wɐi     |       |       |       |                 |                 |                 |
| Núcleo | ɐu    | ɐu      |         |         |       |       |       |                 |                 |                 |
| Núcleo | œʏ    | œʏ      |         |         |       |       |       |                 |                 |                 |

Continuos silábicos: [z̩] [z̩ʷ] [m̩] [n̩] [ŋ̩] [l̩]
Notas:
- La tabla contiene dos finales adicionales /yɲ, ɥøʔ/. Estas se han fusionado con /joŋ, joʔ/ respectivamente en las generaciones más jóvenes.
- /y, ʏ/ son similares en la pronunciación, difiriendo ligeramente en el redondeo de los labios ([y, iᵝ] respectivamente). Ambas se fusionan en las generaciones más jóvenes.
- La /j/ se pronuncia [ɥ] antes de las vocales redondeadas.

La [-ŋ] del chino medio conserva la rima, mientras que [-n] y [-m] se mantienen o han desaparecido en el dialecto de Nningbo. Las rimas [-p -t -k] del chino medio se han convertido en oclusiones glotales, [-ʔ].

### Tonos
|         | Tonos del chino medio | Tonos del chino medio | Tonos del chino medio | Tonos del chino medio |
| píng 平 | shǎng 上              | qù 去                 | rù 入                 |                       |
| ------- | --------------------- | --------------------- | --------------------- | --------------------- |
| yīn 阴  | ˥˧ (53)               | ˧˥ (35)               | ˦ (44)                | ʔ˥ (55)               |
| yáng 阳 | ˨˦ (24)               | ˨˩˧ (213)             | ˨˩˧ (213)             | ʔ˩˨ (12)              |

## Ejemplos
唱月亮
月亮菩薩彎彎上，彎到小姑進后堂。
后堂空，拜相公，
相公念經，打一天井，
天井隔笆，打一稻花，
稻花耘田，打一團箕。
火瑩頭
火瑩頭，夜夜紅，
阿公挑擔賣碗蔥，
新婦織麻糊燈籠，
阿婆箝牌捉牙虫，
兒子看鴨撩屙虫。